# Friedrich Karl Ludwig von Below
Friedrich Karl Ludwig von Below (* 2. Februar 1750 in Nauen; † 21. September 1814 in Trakehnen) war Landstallmeister im Hauptgestüt Trakehnen.

## Leben
Er war ein Taufkind von Friedrich dem Großen und wuchs in Nauen auf, wo sein Vater, der preußische Major Martin Friedrich von Below, in Garnison stand. Seine Mutter war Sophie Friederike, geborene von Boehn. Bevor er Landstallmeister wurde, durchlief er eine militärische Laufbahn und trat beim Dragonerregiment „von Pomeiske“ als Junker ein und wurde am 8. März 1770 zum Sekondeleutnant ernannt. Später war er Premierleutnant a. D. im Dragonerregiment „von Hertzberg“ und Rittmeister. Letztlich ist er Major geworden, doch ab wann ist unbekannt.

### Familie
Below heiratete am 10. Juli 1790 Friederike Charlotte, geborene Freiin von Stiern (* 1. April 1770 oder 29. April 1768; † 14. September 1828 in Königsberg) aus dem Hause Lugowen, die Schwester des Generalmajors Friedrich Ludwig Emil Karl von Stiern. Aus der Ehe gingen sechs Kinder hervor:
- Gustav Friedrich Eugen (1791–1852), preußischer Generalleutnant[1] ⚭ Emma Karoline Friederike Alexandrine von Keyserlingk (* 26. April 1799; † 6. Dezember 1856)
- Lydia (* 13. Juni 1792; † 11. September 1880) ⚭ 1810 Friedrich von Wrangel (1784–1877), preußischer Generalfeldmarschall
- Pauline (* 23. Juli 1795; † 14. Februar 1865) ⚭ 1832 Ernst Friedrich Fabian von Saucken-Tarputschen (1791–1854), Herr auf Tarputschen
- Mathilde († 1834)
- Karoline (* 19. Juli 1804; † 14. September 1871) ⚭ 1825 August von Saucken-Julienfelde  (1798–1873), Herr auf Julianenfeld
- Karl Theodor (* 11. September 1801; † 11. Mai 1871) Rittmeister a. D. ⚭ 1832 Cäcilie Marie Luise Gräfin von Dönhoff (* 8. April 1812; † 9. Mai 1883)

## Bedeutung für die Trakehner Pferdezucht
Hauptzweck des Hauptgestüts Trakehnen war die Zucht bester Landbeschäler für die Landespferdezucht, das heißt die ostpreußischen Landgestüte mit Hengsten zu versorgen. Below leitete zwischen dem 1. Mai 1798 und dem 21. September 1814 als Landstallmeister das Gestüt Trakehnen. In seine Amtszeit fallen das Ende des preußischen Feudalstaates und die Niederlage Preußens gegen die Truppen Napoleons I. Below sorgte dafür, dass die auf 100 Köpfe erzwungene Reduzierung des Mutterstuten-Bestandes von 1805, die Flucht des Hauptgestüts 1806 nach Szawlen in Russland und 1812 ein zweites Mal in das Gebiet um Ratibor und Troppau in Schlesien nicht zur Auslöschung der Trakehner Pferdezucht führten. Preußen hatte in den Jahren 1806 bis 1813 über 90000 Pferde eingebüßt, so dass zur Zucht geeignete Pferde rar waren. 1814 konnten so von den Trakehner Hengsten nur 5000 Stuten gedeckt werden. 
Unbestritten war er maßgeblich daran beteiligt, dass das in der Zuchtmischung vorgefundene Blut spanischer und neapolitanischer Pferde ausgesondert und durch Blut englischer und arabischer Pferde ersetzt wurde. Dadurch legte Below die Grundlage für eine einheitliche Trakehner Zuchtrichtung.